# فرودگاه مینسک-۱
فرودگاه مینسک-۱ (به انگلیسی: Minsk-1 Airport) یک فرودگاه همگانی با کد یاتا MHP است که یک باند فرود آسفالت دارد و طول باند آن ۲۰۰۰ متر است. این فرودگاه در شهر مینسک کشور بلاروس قرار دارد و در ارتفاع ۲۲۸ متری از سطح دریا واقع شده‌است.